# Tendosphaera biellensis
Tendosphaera biellensis is een pissebed uit de familie Tendosphaeridae. De wetenschappelijke naam van de soort is voor het eerst geldig gepubliceerd in 1936 door Karl Wilhelm Verhoeff.